# Katia és Marielle Labèque
Katia és Marielle Labèque, azaz a Labèque nővérek (Katia: Bayonne, 1950. március 11., Marielle: Bayonne, 1952. március 6.) francia zongoraduó.

## Életük, munkásságuk
A Labèque nővérek Bayonne-ban születtek, Franciaország délnyugati részén, a spanyol határ közelében, baszk származásúak. Apjuk zenekedvelő orvos és rögbijátékos volt, aki a Bordeaux-i Opea kórusában énekelt. Anyjuk, az olasz Ada Cecchi (Marguerite Long egykori tanítványa) Torre del Lagóban született, ahol Puccini birtoka is volt. A lányokat először ő kezdte tanítani zongorázni, három és öt éves korukban. A nővérek bekerültek a Párizsi Konzervatóriumba, ahol Lucette Decaves keze alatt tanultak. 1968-ban diplomáztak, és mindketten első díjjal végeztek.
Ezután a négykezes és a kétzongorás irodalom felé fordultak. A pályafutásukat figyelemmel kísérők számára is meglepetésként kortárs zeneművek bemutatásával kezdték karrierjüket. Első hangfelvételük Olivier Messiaen Les Visions de l'Amen című darabja volt, amit maga a zeneszerző irányításával játszottak lemezre. Előadásaikon ezen kívül Luciano Berio, Pierre Boulez és Ligeti György művei is szerepeltek. Nyilvános fellépéseik első idejében ez volt az a zene, amelyről ismertek lettek. Ez az előadói repertoár bizonyos hírnevet hozott ugyan számukra, de az igazi elismertség akkor érkezett meg, amikor elkészítették Gershwin Rhapsody in Blue című művének kétzongorás felvételét. A kiadvány 1981-ben több mint félmillió példányban kelt el. A repertoárjuk ezt követően jelentősen kibővült, egészen a barokk zenéig, sőt az úgynevezett „komoly zenén” túl kiterjed például a dzsesszre, a flamencóra és a popzenére is. A barokk zene előadásaihoz 1998-ban két fortepianót készíttettek a Silberman céggel.
Ahogy nőtt a zongoraduó hírneve, a világ számos vezető karmesterével dolgoztak együtt, köztük Riccardo Chailly, James Conlon, Colin Davis, Charles Dutoit, Jesús López-Cobos, Ozava Szeidzsi, Simon Rattle, Esa-Pekka Salonen, Giuseppe Sinopoli, Leonard Slatkin és Michael Tilson Thomas. Felléptek a világ legrangosabb zenekaraival Amszterdamban, Berlinben, Bostonban, Chicagóban, Clevelandben, Drezdában, Lipcsében, Londonban, Los Angelesben, Milánóban, New Yorkban, Philadelphiában és Bécsben. Európa és Amerika mellett Ázsiában is sokat turnéztak. Részt vettek számos zenei fesztiválon, például a Berlini Fesztiválon, az Ohio Blossom Fesztiválon, a City of London Fesztiválon, az Edinburghi Fesztiválon, a Hollywood Bowlon, a firenzei Maggio Musicalén, a New York-i Mostly Mozart Fesztiválon, a londoni Promson, a Tanglewoodi Fesztiválon stb.
A 2005-ös Waldbühne gálakoncerten 20 000 ember előtt léptek fel, a Berlini Filharmonikusokat Simon Rattle vezényelte, a duó pedig Camille Saint-Saëns Az állatok farsangja című művének kétzongorás változatát adta elő. A 2016-os Bécsi Filharmonikusok Nyári Éjszakai Koncertjén, a schönbrunni kastély kertjében Francis Poulenc 1932-es Koncert két zongorára és zenekarra című versenyművét játszották, ami alkalmat adott virtuozitásuk bemutatására, a karmester Szemjon Bicskov (Marielle férje) volt. Az évente megrendezett eseményt az ORF élőben továbbítja a világ több mint 80 országába. Számos művet írtak számukra, mint például Luciano Berio darabja, a Linea két zongorára és ütőhangszerekre, Louis Andriessen The Hague Hacking című darabja két zongorára, Richard Dubugnon két zongorára és zenekarra írt műve, a Battlefield, vagy Osvaldo Golijov és Gonzalo Grau zeneműve, a Nazareno két zongorára, ütősökre és zenekarra stb.
1970 és 1997 között számos albumot rögzítettek az Erato (Warner Classics), a Philips Records, az EMI Classics, a Sony Music Entertainment és a Decca Records számára, de ezután tíz évre abbahagyták a hangfelvételek készítését. 2007-ben Olaszországban létrehozták saját klasszikus zenei kiadójukat KML Recordings néven, majd 2016-ban csatlakoztak a Deutsche Grammophon lemezkiadóhoz.
Katia Labèque barátja David Chalmin, a Triple Sun együttes zeneszerzője, producere és énekes-gitárosa. Korábban John McLaughlin angol gitáros felesége volt, és az 1980-as évek elején még zenekarának is tagja volt. Marielle Labèque Szemjon Bicskov karmester felesége.

## Felvételeik

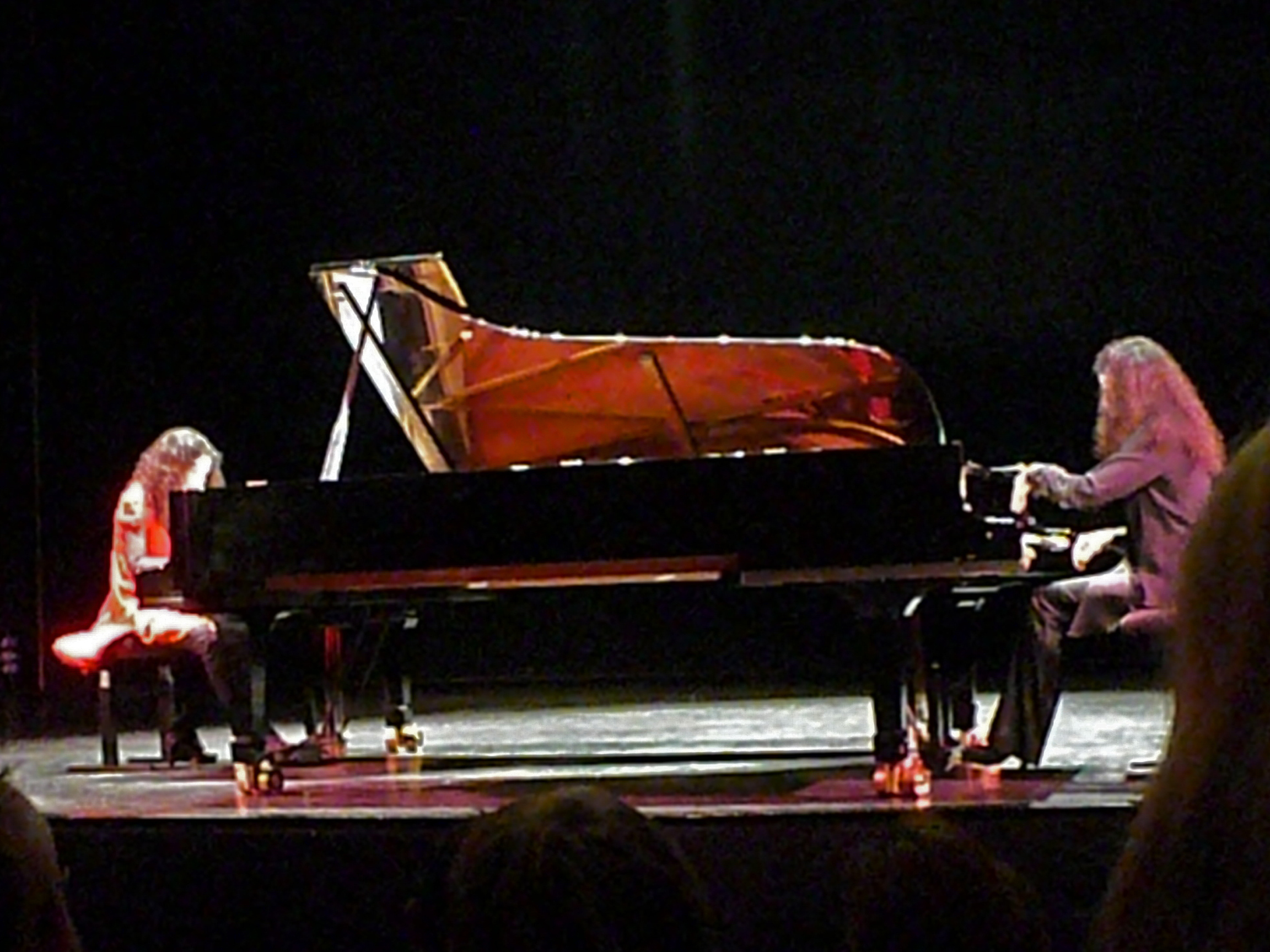
Egy 1911-es koncerten, Nancyban

Válogatás a Discogs nyilvántartása alapján.
| Megjelenés | Tartalom                                                                                            | Közreműködők                              | Kiadó                    |
| ---------- | --------------------------------------------------------------------------------------------------- | ----------------------------------------- | ------------------------ |
| 1970       | Messiaen: Visions de l'Amen                                                                         |                                           | Erato                    |
| 1972       | Bartók: Sonate pour Deux Pianos & Percussion, Sept Pièces pour Deux Pianos Extraites de Mikrokosmos | Sylvio Gualda, Jean-Pierre Drouet         | Erato                    |
| 1973       | Rachmaninov: 2 Suites pour 2 Pianos                                                                 |                                           | Erato                    |
| 1980       | Gershwin: Rhapsody in Blue, Concerto en Fa (Versions pour Deux Pianos)                              |                                           | Philips                  |
| 1983       | Stravinsky: Petrouchka, Concerto for 2 Pianos                                                       |                                           | Philips                  |
| 1984       | Gershwin: Un Américain a Paris (Version Originale pour Deux Pianos); Fantaisie sur Porgy and Bess   |                                           | La Voix De Son Maître    |
| 1987       | Bizet: Jeux D'enfants, Fauré: Dolly Suite, Ravel: Ma Mère L'Oye                                     |                                           | Philps                   |
| 1989       | Bernstein: West Side Story (Symphonic Dances and Songs)                                             |                                           | CBS                      |
| 1991       | Poulenc: Concerto pour 2 pianos et orchestra; Milhaud: Scaramouche                                  | Boston Symphony Orchestra, Ozava Szeidzsi | Philips                  |
| 1993       | Mendelssohn, Bruch: Concertos for 2 Pianos and Orchestra                                            | Philharmonia Orchestra, Semyon Bychkov    | Philips                  |
| 1995       | Tchaikovsky Fantasy                                                                                 |                                           | Philips Digital Classics |
| 1997       | Claude Debussy - The Debussy Album                                                                  |                                           | Philips                  |
| 2001       | Gershwin: „I Got Rhythm” – Music for Two Pianos                                                     |                                           | EMI                      |
| 2007       | Stravinsky, Debussy                                                                                 |                                           | KML Recordings           |
| 2009       | Erik Satie                                                                                          |                                           | KML Recordings           |
| 2014       | Sisters                                                                                             |                                           | KML Recordings           |
| 2016       | Sommernachtskonzert 2016                                                                            | Wiener Philharmoniker, Semyon Bychkov     | Sony Classical           |
| 2019       | Bryce Dessner–Labèque: Concerto for Two Pianos, Haven, El Chan                                      |                                           | Deutsche Grammophon      |

## Fordítás
- Ez a szócikk részben vagy egészben  a   Katia and Marielle Labèque című angol Wikipédia-szócikk ezen változatának fordításán alapul.  Az eredeti cikk szerkesztőit annak laptörténete sorolja fel. Ez a jelzés csupán a megfogalmazás eredetét és a szerzői jogokat jelzi, nem szolgál a cikkben szereplő információk forrásmegjelöléseként.
- Ez a szócikk részben vagy egészben  a   Katia et Marielle Labèque című francia Wikipédia-szócikk ezen változatának fordításán alapul.  Az eredeti cikk szerkesztőit annak laptörténete sorolja fel. Ez a jelzés csupán a megfogalmazás eredetét és a szerzői jogokat jelzi, nem szolgál a cikkben szereplő információk forrásmegjelöléseként.